# بانگواتس
بانگواتس (به صربی: Banjevac) یک منطقهٔ مسکونی در صربستان است که در کروپانگ واقع شده‌است.